# Pristimantis citriogaster
Eleutherodactylus citriogaster là một loài động vật lưỡng cư trong họ Strabomantidae, thuộc bộ Anura. Loài này được Duellman miêu tả khoa học đầu tiên năm 1992.
Chúng là loài đặc hữu của Peru. Môi trường sống tự nhiên của nó là các khu rừng đất thấp ẩm nhiệt đới hoặc cận nhiệt đới và sông. Loài này đang bị đe dọa do mất môi trường sống.